# Henrik VII., vojvoda Bavarske
Henrik VII. (? — 16. listopada 1047.) bio je grof Luksemburga — kao Henrik II. — te vojvoda Bavarske. Njegov je otac bio Fridrik od Luksemburga, grof Moselgaua, a majka mu je vjerojatno bila Ermentruda od Gleiberga. Naslijedio je svog strica, grofa Henrika I. od Luksemburga 1026. te je dobio u vlasništvo opatije St. Maximin i St. Willibrord. Godine 1042., Henrik je postao vojvoda Bavarske.
Nikad se nije oženio te je umro bez djece, pa ga je u Luksemburgu naslijedio mlađi brat Giselbert, dok je Bavarska pripala njemačkom kralju, koji ju je predao Konradu I.
| Prethodnik:              | Grof Luksemburga | Nasljednik:              |
| Henrik I. od Luksemburga | Grof Luksemburga | Giselbert od Luksemburga |